# Anelli di Borromeo molecolari

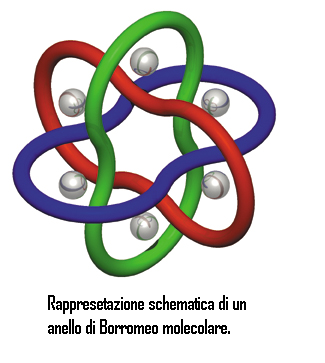

Gli anelli di Borromeo molecolari sono esempi di molecole meccanicamente interconnesse nei quali tre macrocicli sono legati in maniera che rompendone uno qualsiasi si permette ai restanti di dissociarsi. È ritenuto il più piccolo esempio d'anello di Borromeo. La loro sintesi è stata riportata per la prima volta nel 2004 dal gruppo J. Fraser Stoddart. È conosciuto come borromeato il composto di tre macrocicli interpenetrati formati dalla reazione tra 2,6-diformilpiridina composti diamminici, complessato con ioni zinco.
L'anello di Borromeo nella forma più schematica è stato proposto come logo dell'Unione Matematica Internazionale (IMU) nel 2006 al congresso di Madrid.

## Origine del nome

Il nome del grafismo si riferisce all'antica famiglia gentilizia dei Borromeo, uno dei cui emblemi è il triplo anello intrecciato